# 11212 Теббатт
11212 Теббатт (11212 Tebbutt) — астероїд головного поясу, відкритий 18 квітня 1999 року.
Тіссеранів параметр щодо Юпітера — 3,593.